# Kargo

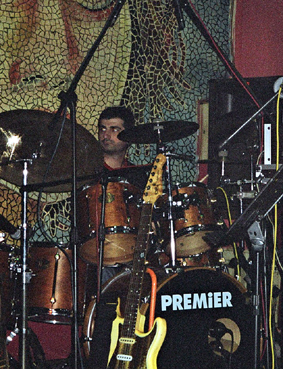
Le batteur du groupe, Burak Karatas

Kargo est un groupe de rock turc formé en 1993 à Istanbul. Ses membres actuels sont Selim Öztürk (guitare électrique), Burak Karataş (batterie) et Ozan Anlaş (chant).

## Discographie
- Sil Baştan (1993)
- Yarına ne Kaldı (1996)
- Sevmek Zor (1997)
- Yalnızlık Mevsimi (1998)
- Sen Bir Meleksin (2000)
- Herkesin Geçtiği Yoldan Geçme (2000)
- Best of Kargo (2001)
- Ateş ve Su (2004)
- Yıldızların Altında (2005)